# El monte Fuji visto desde el distrito del placer de Senju
El monte Fuji visto desde el distrito del placer de Senju (従千住花街眺望の不二 Senju Hana-machi Yori Chōbō no Fuji?), también conocido simplemente como Distrito del placer de Senju, es una estampa japonesa o ukiyo-e obra de Katsushika Hokusai. Fue producida entre 1830 y 1832 como parte de las diez pinturas adicionales de la célebre serie Treinta y seis vistas del monte Fuji, a finales del período Edo. Retrata a una procesión de samuráis encabezados por su daimyō abandonando el barrio rojo de Senju, con el monte Fuji dominando el fondo de la estampa.

## Escenario y contexto
La estampa muestra el distrito de Senju, un barrio rojo en Edo (la actual Tokio) que estuvo activo entre 1830 y 1875. Este albergaba a mujeres que se prostituían, pero los hombres también frecuentaban casas donde las mujeres trabajaban como animadoras y camareras. A diferencia de la más popular zona roja de Yoshiwara, Senju constituía una iniciativa privada que operaba sin la autorización del gobierno.
Los samuráis visten de uniforme, con un kimono azul y blanco con pantalones verdes, y llevan dos espadas que simbolizan su clase. El séquito recorre el pueblo de Senju, que era la primera estación de la carretera Nikkō, al noreste de Edo. El shogunato exigía a los daimyō que alternaran sus residencias entre la capital y sus tierras. Estos desplazamientos eran complejos y costosos, y era común ver séquitos de hasta dos mil personas.

## Descripción
La xilografía está dispuesta en formato ōban a partir de tinta y color sobre papel. En primer plano, un séquito de hombres vestidos de azul y verde que portan espadas cubiertas de una tela roja parten de la capital hacia su provincia de origen. El samurái de la izquierda tiene la mano en la frente y algunos de sus compañeros se giran para contemplar el monte Fuji. Al frente del camino dos asistentes con ropajes grises portan al daimyō en un palanquín.
En el término medio, dos mujeres están sentadas en el campo mientras observan la procesión: junto a los samuráis distraídos le otorgan un aspecto más desenfadado a la escena. El propio distrito de placer de Senju aparece al fondo de la estampa, donde se aprecian los burdeles tras el muro de la finca. A lo lejos, el Fuji se asoma por el horizonte. El campo cosechado y la nieve sobre el volcán sugieren que se trata de un paisaje otoñal.
El autor representa una serie de nubes horizontales en el estilo tradicional japonés, llamadas suyarigasumi. Estas flanquean la composición y habitualmente cumplen una función narrativa en el arte nipón para indicar un cambio de lugar o tiempo. El conjunto también se encarga de cubrir zonas menos importantes de la estampa, de manera que focalizan la mirada del espectador hacia puntos específicos.